# Télécabine des 3 Vallées Express
Ne doit pas être confondu avec Télécabine d'Orelle.
La télécabine des 3 Vallées Express est une télécabine de France en fonctionnement de 1996 à 2021 et située en Savoie, dans la vallée de la Maurienne, sur la commune d'Orelle.
Située dans la station de sports d'hiver d'Orelle, elle est l'une des remontées mécaniques les plus importantes pour desservir le domaine skiable des Trois Vallées.
En 2021, elle est remplacée par la télécabine d'Orelle et prolongée par celle d'Orelle-Caron.

## Parcours
La télécabine relie le hameau de Francoz au bord de l'Arc et de la route départementale 1006 à Plan Bouchet, à plus de 2 300 mètres d'altitude. Elle est intégrée au domaine skiable des Trois Vallées.
Avec 4 942 mètres de longueur en un seul tronçon pour un dénivelé de 1 472 mètres, elle est la plus longue télécabine au monde à l'époque. Elle est prolongée par les télésièges de Rosaël et du Peyron.

## Histoire
Elle est construite de 1995 à 1996 mais devenue vieillissante et sous-dimensionnée au fil des ans, elle est fermée en 2021 pour permettre son remplacement par une nouvelle remontée mécanique, l'actuelle télécabine d'Orelle mise en service le 4 décembre 2021 pour le début de la saison hivernale,,,,.

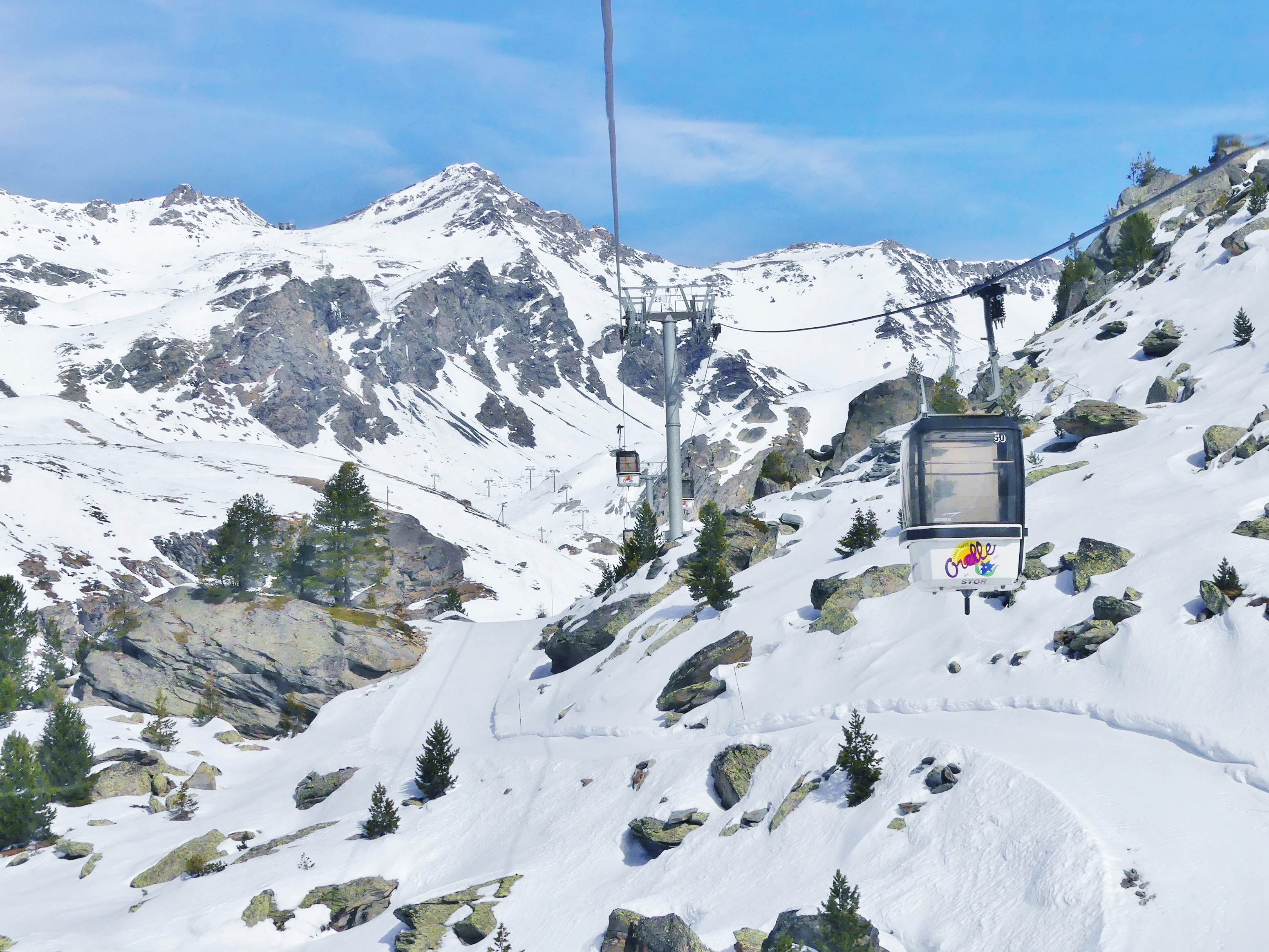
Vue en 2017 depuis la télécabine en direction de Plan Bouchet, dominé par la cime de Caron.